# Escuela Nacional Superior de Arquitectura Versalles

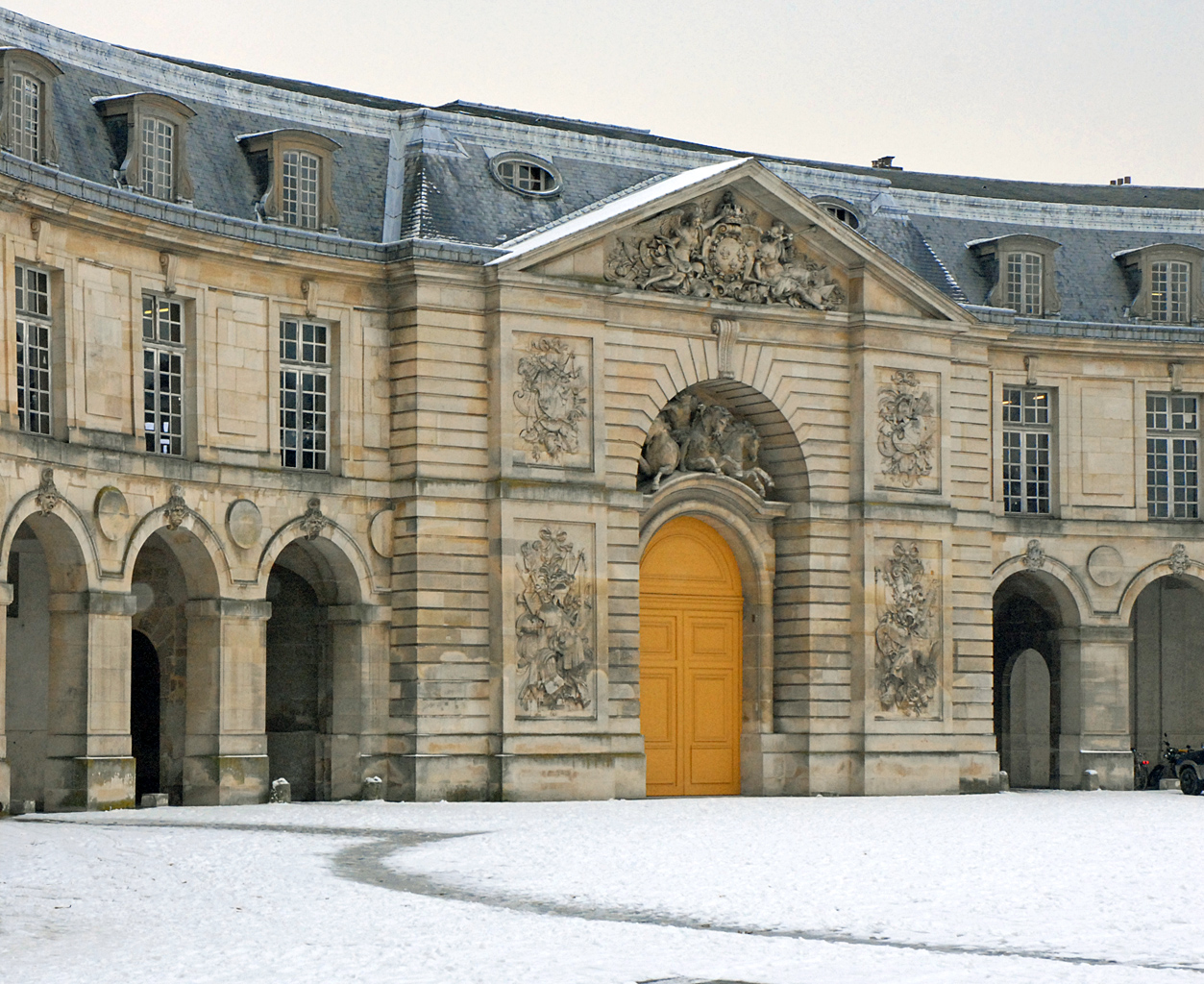
Edificio principal de la Escuela Nacional de Arquitectura de Versalles

La Escuela Nacional Superior de Arquitectura de Versalles (ENSAV) (en francés: École nationale supérieure d’architecture de Versailles) es una escuela pública de arquitectura francesa bajo tutela del ministerio de cultura francés. La escuela está situada en los establos del palacio de Versalles, diseñados por Jules-Hardouin Mansart. 
Es una de las 50 mejores escuelas de arquitectura europeas según el ranking de la revista italiana DOMUS iniciado en 2013.

## Enseñanza

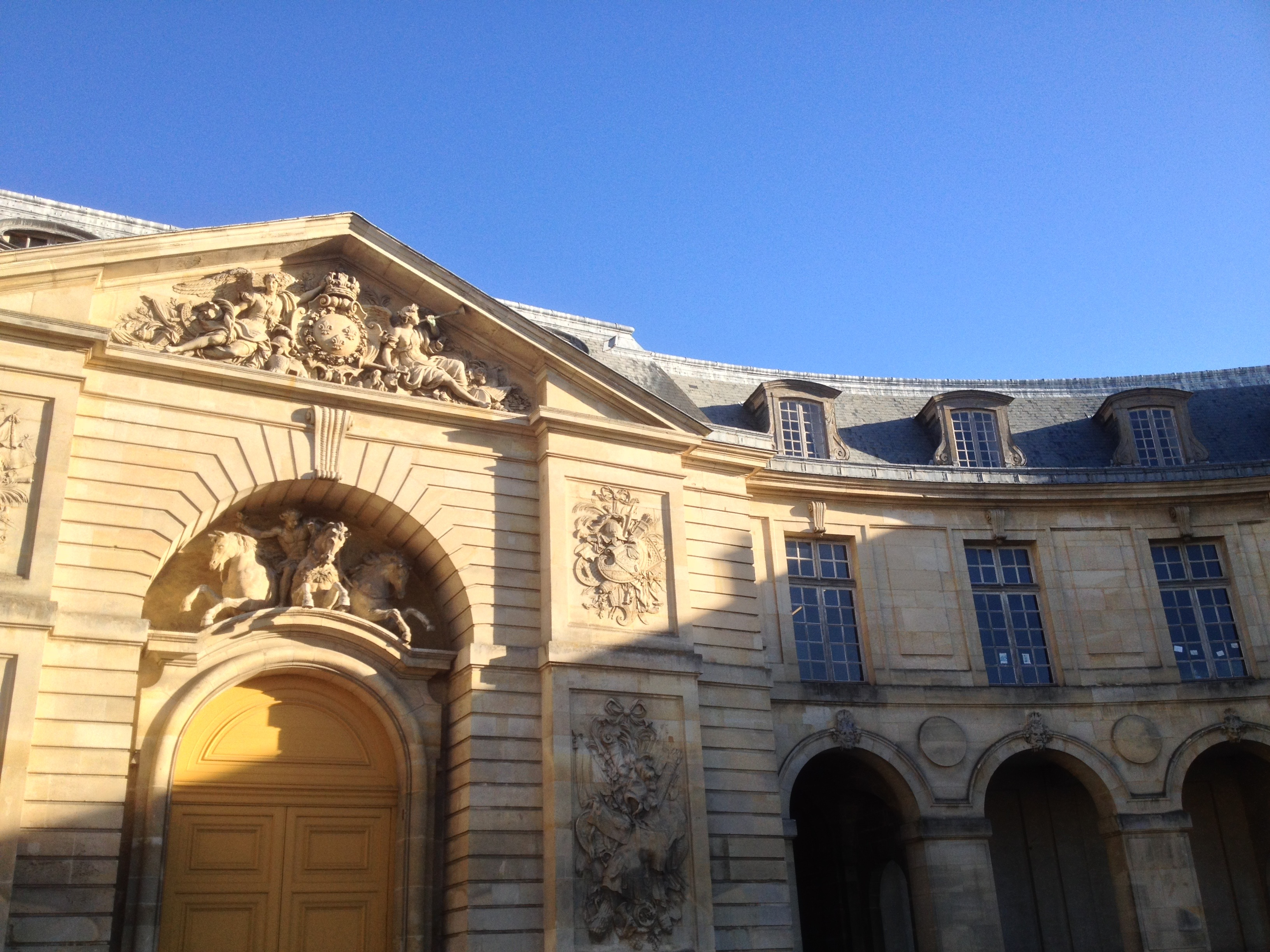
Persepectiva de la Escuela Nacional de Arquitectura de Versalles.

La Escuela nacional superior de arquitectura de Versalles tiene como objetivo pedagógico favorecer una práctica intensa del proyecto de arquitectura desarrollando las cuestiones del edificio, de la ciudad y del territorio. Es a la vez un lugar de reflexión, de producción y de creación, ofreciendo una pluralidad de enfoques disciplinarios así como una diversidad de escalas de manipulación y de modelización.
La formación en la escuela se caracteriza por la enseñanza de la teoría y de la práctica del proyecto arquitectural y urbano al cual están asociados cuatro campos disciplinarios : la historia, las ciencias humanas y sociales, las ciencias y técnicas para la arquitectura, la cultura artística.
La escuela también es conocida por su trabajo por la igualdad entre hombres y mujeres. Las antiguas alumnas y arquitectas Jeanne Gang, Anne Démians o Christine Leconte son un ejemplo de mujeres arquitectas que han estudiado en la misma. 

## Investigación y Teoría
El Léav es el laboratorio de la ensav creado en 2009. Es miembro fundador del laboratorio de Excelencia PATRIMA.
Dos otros centros de investigación en arquitectura y en urbanismo existen en la escuela: el LADRHAUS y el GRAI. Una publicación, la revista EAV (Enseñanza Arquitectura Ciudad) existe desde 1995. La ENSAV acoge también "Ciudad Investigación Difusión", una estructura de difusión de trabajos de investigación sobre la ciudad.
Organiza conferencias públicas de investigadores : Jean-Pierre Chupin, William J.R. Curtis, Antoine Grumbach...

## Internacional
La Escuela Nacional Superior de Arquitectura de Versalles desarrolla una política de abertura internacional y propone a sus estudiantes intercambios en el extranjero en cooperación con varios establecimientos : acogida de estudiantes extranjeros, envío de estudiantes franceses para estancias de estudios, o de prácticas. Tiene firmados acuerdos con 36 establecimientos extranjeros. Organiza igualmente cada año una serie de workshops internacionales en el extranjero (Dakar, Roma, Isaphan, Rio, Delft, Shanghái, Kioto, Casablanca...).
En 2016, realiza en colaboración con la Escuela Politécnica federal de Lausana (EPFL) el proyecto internacional de experimentación "House 1/12 cities" reagrupando más de 200 personas. El objetivo fue la construcción de una estructura ideal madera escala 1:1. Primero montada en el campus de Lausana fue luego readaptada y reconstruida en la Escuela Nacional Superior de Arquitectura de Versalles (ENSA-V).

## Instalaciones

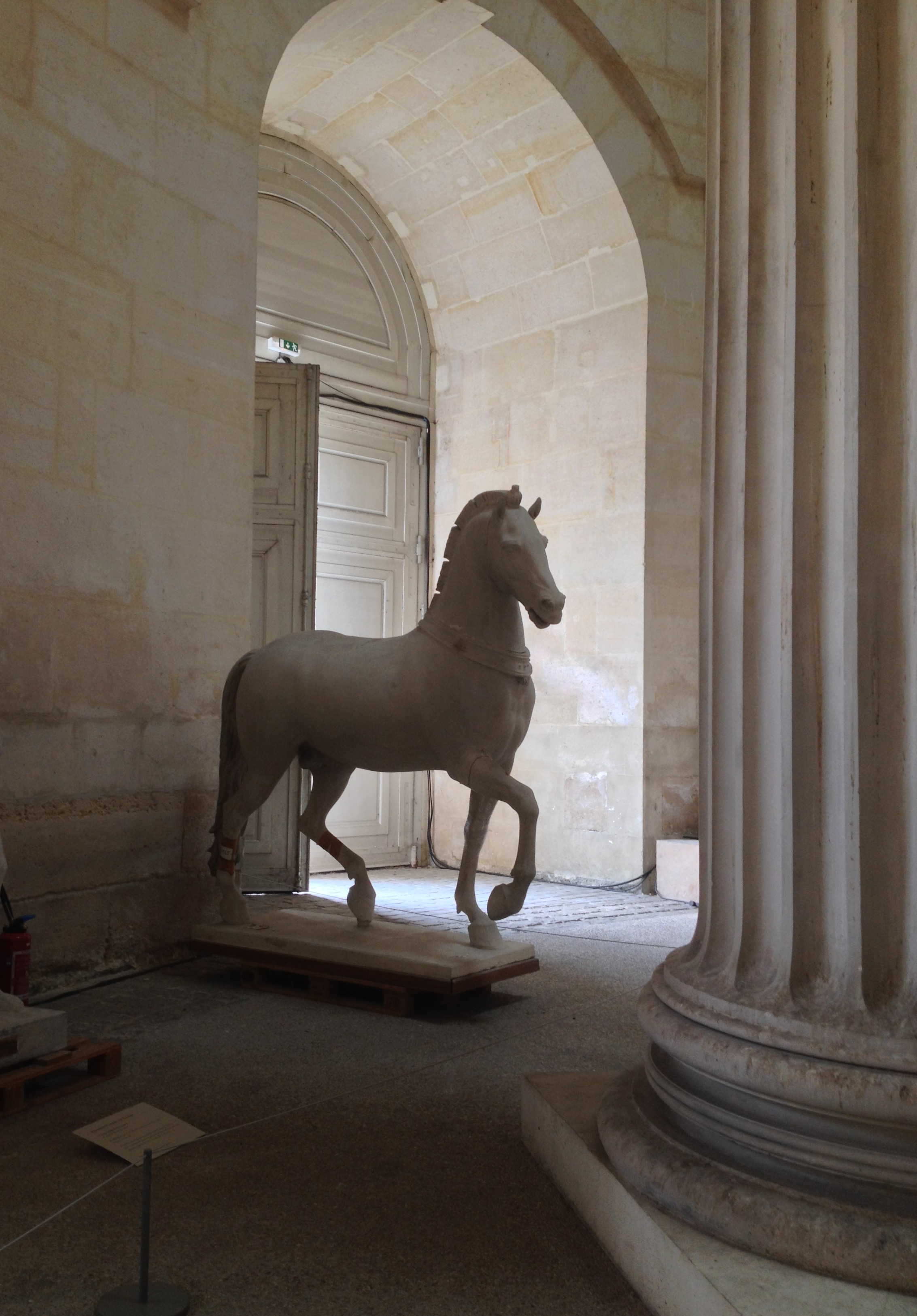
Galería de Esculturas

- 2 laboratorios de investigación aplicada
- 1 centro de documentación / biblioteca
- 1 taller de maquetas
- 1 laboratorio foto
- 1 estudio foto
- 3 salas multimedia
- 1 centro informático
- 1 anfiteatro de 181 plazas
- 1 auditorium de 250 plazas
- 1 cooperativa estudiante
- 2 restaurantes
- 3 talleres de libre acceso 24h/7d
- 2 espacios de exposición (La Rotonda, La Forja)
- 1 Grande nef (lugar de recepción de workshops, de exposiciones, de experimentaciones pédagogiques).
- 1 centro de arte contemporáneo : La Maréchalerie.

## Acontecimientos internacionales
La escuela acoge y pone en marcha numerosos acontecimientos internacionales relacionados con la arquitectura :
- Conferencias de arquitectas, artistas, designers de renombre tal que Kengo Kuma, Christian de Portzamparc, Marc Barani, Odile Decq, Rudy Riciotti, Mathieu Lehanneur, David Basulto (fundador de Archdaily), Chaix y Morel, Dominique Gonzalez-Foerster, X-TU arquitectos, Laurent Grasso, Patrick Bouchain,Yann Kersalé, ...
- Cada año un artista de fama internacional está invitado en la Escuela nacional Superior de Arquitectura de Versalles para guiar un workshop de varias semanas. Las pasadas ediciones fueron dirigidas por Hans Walter Muller, Tadashi Kawamata, los hermanos Campana, Miquel Barceló, Lucy y Jorge Horta, Marco Casagrande, Tomas Saraceno, Yona Friedman.
- Design Modeling Symposium 2017 : DSM17. Cursos, conferencias, talleres bajo el tema "Humanizing digital reality" con oradores entre cuales Antoine Picon, Carlo Ratti, Arthur Mamou-Mani, Philippe Rahm (profesor en la ENSAV).
- Bap ! La primera bienal de arquitectura y paisaje de la región Île de France

## Asociaciones de Estudiantes
- ADN+ : Arquitectura, Diseño, Innovación. Laboratorio de investigación y experimentación a escala 1. Posee un taller de prototipo en el corazón de la escuela.
- Architec'tonic : acerca empresas y estudiantes para misiones remuneradas.
- Archivoile : asociación de vela creada en 1996.
- Volume : revista consagrada a los artes visuales.
- Arsénik : tropa de teatro.

## Profesorado
- Henri Gaudin

## Publicaciones
La escuela publica trabajos de investigación y libros en vínculo con las temáticas arquitecturales vía su servicio de edición. Publica y distribuye también anualmente :
- Yearbook : Cada año, la ENSA-V publica y distribuye su anual estudiante "Yearbook" que presenta los trabajos del año, escritos de profesores, entrevistas de personalidades relacionadas con la arquitectura. Su elaboración se inscribe en el marco del máster "Procedimientos experimentales, artes y medios de comunicación".
- EAV revista : Revista publicada desde 1995, presenta puntos de vista, artículos, escritos e investigaciones de actores de la escuela al nivel internacional y de invitados exteriores. Es también una fuente de reedición de referencias de proyectos de arquitectura que ya no se pueden encontrar.